# Diclazuril
Diclazuril is een coccidiostaticum, een diergeneeskundig middel voor de bestrijding van coccidiose. Coccidiose is een besmettelijke ziekte veroorzaakt door eencellige organismen (protozoa), in dit geval coccidia. Coccidia zijn parasitaire sporediertjes behorend tot de stam Apicomplexa.
Coccidiose komt voor bij verschillende warmbloedige diersoorten, onder andere honden, katten, pluimvee, vee, en ook bij mensen. De veroorzakende organismen zijn meestal soortspecifiek. Een uitzondering hierop is Toxoplasma gondii, de veroorzaker van toxoplasmose, die tussen verschillende dieren en de mens kan overgedragen worden.
Diclazuril, evenals de verwante stof clazuril, is een product van Janssen Pharmaceutica, dat rond 1988 werd geïntroduceerd. Het Amerikaans octrooi op de stof is verlopen sedert 1 augustus 2005.
De ATC-VET-code van diclazuril is QP51AJ03. QP51A zijn middelen tegen ziekten veroorzaakt door protozoa; QP51AJ zijn triazines.
Diclazuril wordt gebruikt voor de preventie van coccidiose bij kippen en kalkoenen (merknaam: Clinacox) en bij jonge schapen en runderen (merknaam: Vecoxan).
- Bij kippen is het werkzaam tegen coccidiose veroorzaakt door Eimeria acervulina, E. maxima, E. tenella, E. brunetti, E.mitis en E. necatrix
- Bij kalkoenen tegen coccidiose veroorzaakt door Eimeria gallopavonis, E. adenoides, E. meleagrimitis en E. dispersa
- Bij lammeren tegen coccidiose veroorzaakt door Eimeria crandallis en Eimeria ovinoidalis
- Bij kalveren tegen coccidiose veroorzaakt door Eimeria bovis en Eimeria zuernii.

Clinacox mag toegediend worden aan vleeskippen en -kalkoenen en opfokhennen. Het wordt bijgemengd in het voeder. Om te vermijden dat diclazuril in de voedingsketen terechtkomt mag het niet op legkippen gebruikt worden; en behandelde dieren kunnen pas minstens 5 dagen na het einde van de behandeling geslacht worden; dan is de eliminatie voldoende en het residu voldoende laag. Vecoxan wordt oraal toegediend bij kalveren en lammeren.
Diclazuril wordt nauwelijks gemetaboliseerd, en de excretie gebeurt quasi geheel via de feces. De eliminatiehalveringstijd bij schapen en runderen bedraagt ongeveer 30 uur.